# Querido mentiroso
Querido mentiroso (Dear Liar: A Comedy of Letters) es una obra  de teatro del actor y autor norteamericano Jerome Kilty para dos personajes basada en la correspondencia entre la actriz inglesa Patrick Campbell y el escritor George Bernard Shaw.

## Obra
El duradero éxito de la obra reside en el duelo entablado por dos grandes actores que actúan las cartas dejadas por la actriz Beatriz Stella Patrick Campbell al morir en Francia en 1940, recordando su relación con el dramaturgo GBS, el estreno de Pygmalion y la época victoriana.

## Representaciones
Fue estrenada en Chicago en 1957, Nueva York el 17 de marzo de 1960 con Katherine Cornell y Brian Aherne y Londres en 1963.
En 1964 el mismo Kilty y su esposa, la actriz Cavada Humphry hicieron un tour mundial con la obra después de estrenarla en Londres.
Fue llevada a la pantalla en 1981 por Jane Alexander y Edward Hermann
En francés, en una adaptación de Jean Cocteau como Cher Menteur con Edwige Feuillère y Jean Marais. En esa lengua fue interpretada por Louise Marleau y Albert Millaire recordándose la primera representación parisina con Maria Casares y Pierre Brasseur en los años 60. Recientemente fue interpretada por Francine Bergé y Marcel Maréchal.
En castellano en Buenos Aires con Inda Ledesma y Ernesto Bianco dirigidos por Orestes Caviglia en el Teatro Argentino en 1962, en 1975 con China Zorrilla y Villanueva Cosse y en el 2000 con Norma Aleandro y Sergio Renán. En Uruguay con Thelma Biral y Antonio Larreta.
En Estocolmo fue interpretada por Gunn Wallgren y Holger Lowenader (1960), en 1962 en Roma por Rina Morelli y Paolo Stoppa (Caro Bugiardo adaptada por Emilio Cecchi) y en Berlín por Elisabeth Bergner y O.E. Hasse en 1959. En Toronto se dio con Albert Millaire y Louise Marleau.
En México fue interpretada en 1963 por la legendaria diva mexicana Dolores del Río y el actor Ignacio López Tarso. Esta versión fue traducida por el poeta Salvador Novo.
La obra Mi querido Mentiroso representada en Perú por Regina Alcóver y Osvaldo Cattone es una adaptación de Indiscreta de Norman Krasna en la que se basó la película de Stanley Donen con Ingrid Bergman y Cary Grant. No guarda relación con la pieza de Kilty.